# 聖路易斯區 (聖巴勃羅省)
7°09′26″S 78°52′07″W / 7.1573°S 78.8686°W
聖路易斯區（西班牙語：Distrito de San Luis），是秘魯的一個區，位於該國北部卡哈馬卡大區的聖巴勃羅省，始建於1981年12月11日，面積42.9平方公里，海拔高度1,350米，2005年人口1,524，人口密度每平方公里36人。